# بيارافا
بيارافا (بالإنجليزية: Bairavaa)‏ هو فيلم صدر في عام 2017. تدور أحداثه حول موظف تحصيل ضرائب وديون يواجه مشاكل مع العصابات وقطاع الطرق ويسعى لحل خلافاته بطرق ذكية.

## وصلات خارجية
- بيارافا على موقع IMDb (الإنجليزية)
- بيارافا على موقع قاعدة بيانات الأفلام العربية
- بيارافا على موقع ألو سيني (الفرنسية)
- بيارافا على موقع فيلمافينيتي (الإسبانية)
- بيارافا على موقع قاعدة بيانات الفيلم (الإنجليزية)
- بيارافا على موقع ليتربوكسد (الإنجليزية)
- بيارافا على موقع كينوبويسك (الروسية)